# Soera De Overvloedigheid
Soera De Overvloedigheid is een soera van de Koran.
De soera is vernoemd naar de gegeven overvloed, genoemd in de eerste aya.

1. Inna ‘atayna kal kauwthar 
2. Fasallili rabbika wenhar 
3. Inna sjaa ni-aka hoewel abtar 
1. Voorwaar, Wij hebben jouw de overvloed gegeven 
2. Bid daarom tot je Heer en offer 
3. Voorzeker, jouw vijand is degene die afgesneden is

## Bijzonderheden
Dit is de kortste soera. Kawthar zou ook de naam kunnen zijn van een rivier in het Paradijs.